# دوري المقاطعات الشمالي الغربي 2000–01
دوري المقاطعات الشمالي الغربي 2000–01 هو موسم من دوري المقاطعات الشمالي الغربي. فاز فيه Rossendale United F.C. ‏.